# Billy Budd
Billy Budd es una ópera en cuatro actos (en la versión revisada, dos actos, un prólogo y un epílogo) con música de Benjamin Britten y libreto en inglés de E. M. Forster y Eric Crozier basado en la novela homónima, de Herman Melville. La ópera se estrenó en el Covent Garden de Londres el 1 de diciembre de 1951. De ambiente marino, la historia se desarrolla en 1797 a bordo del galeón Indómito y sirvió a la película del mismo nombre dirigida y protagonizada por Peter Ustinov y Terence Stamp como el marinero Budd, en 1962.

## La ópera y sus intérpretes
Es una ópera cantada en inglés cuyo elenco está integrado solo por hombres. Su popularidad se ha ido acrecentando con el tiempo aunque sin alcanzar el éxito de Peter Grimes.
En 1948, Britten comenzó a trabajar en el libreto con Edward Morgan Forster y Eric Crozier al mismo tiempo que el italiano Giorgio Federico Ghedini estrenaba su versión de la novela en un acto en Venecia.
Originalmente en cuatro actos, en 1964 el compositor la abrevió a dos, versión considerada más efectiva desde el punto de vista dramático.
La acción transcurre a bordo del "Indómito" en el verano de 1797 cuando comenzaban a producirse motines en las embarcaciones del Imperio Británico a raíz de las nuevas ideas propulsadas por la Revolución francesa. El joven e inocente Billy Budd es reclutado siendo víctima de las manipulaciones sádicas del maestro de armas John Claggart quien finalmente lo acusa de instigador del motín. Sin recursos para defenderse verbalmente, el tartamudo Billy golpea a Claggart matándolo sin querer. El Capitán Vere sabe la inocencia de Billy pero debe aplicar las leyes del mar y el muchacho es ajusticiado al amanecer.
Fue compuesta para el barítono Geraint Evans, que se retiró del proyecto por la exigencia en el registro agudo siendo Theodor Uppman, el elegido para el estreno mientras Evans interpretaba a Mr.Flint. El estreno consagró a Uppman y Britten salió a saludar 17 veces.
Entre los más destacados Billy Budds deben mencionarse a Thomas Allen, Simon Keenlyside, Richard Stilwell, Nathan Gunn, Rod Gilfry, Bo Skovhus, Thomas Hampson, Christopher Maltman, Dwayne Croft, Peter Mattei y Teddy Tahu Rhodes.
Billy Budd se estrenó en Estados Unidos en 1970 en la Lyric Opera of Chicago. Se estrenó en el Metropolitan Opera el 19 de septiembre de 1978 con Richard Stilwell, Peter Pears, James Morris dirigida por Raymond Leppard regresando en 1980, 1984 (con Dale Duesing dirigido por David Atherton), 1989 (con Thomas Allen), 1992 (con Thomas Hampson dirigido por Charles Mackerras) y 1997 (con Dwayne Croft)
Ha sido representada con gran éxito en la Wiener Staatsoper, la Opera de París, la Opera de Houston, la San Francisco Opera, Ópera de Santa Fe, Teatro Real de Madrid, el Liceo barcelonés, Los Ángeles, Pittsburgh, Bilbao, Sídney y otros escenarios.
Esta ópera se representa poco; en las estadísticas de Operabase Archivado el 14 de mayo de 2017 en Wayback Machine. aparece la n.º 181 de las óperas representadas en 2005-2010, siendo la 19.ª en el Reino Unido y la octava de Britten, con 16 representaciones en el período.

## Personajes
| Rol                                                      | Registro         | Estreno 1 de diciembre de 1951 (Director:Britten ) |
| -------------------------------------------------------- | ---------------- | -------------------------------------------------- |
| Captain Vere del HMS Indomitable                         | Tenor            | Peter Pears                                        |
| Billy Budd                                               | Barítono         | Theodor Uppman                                     |
| John Claggart, Master-at-arms                            | Bajo             | Frederick Dalberg                                  |
| Mr. Redburn, First Lieutenant                            | Barítono         | Hervey Alan                                        |
| Mr. Flint, Sailing Master                                | Bajo-Barítono    | Geraint Evans                                      |
| Lieutenant Ratcliffe                                     | Barítono         | Michael Langdon                                    |
| Red Whiskers,                                            | Tenor            | Anthony Marlowe                                    |
| Donald                                                   | Barítono         | Bryan Drake                                        |
| Dansker, an old seaman                                   | Bajo             | Inia Te Wiata                                      |
| A Novice                                                 | Tenor            | William McAlpine                                   |
| The Novice's Friend                                      | Barítono         | John Cameron                                       |
| Bosun                                                    | Bajo             | Rhydderch Davies                                   |
| First Mate                                               | Bajo             | Hubert Littlewood                                  |
| Second Mate                                              | Bajo             |                                                    |
| Maintop                                                  | Tenor            | Emlyn Jones                                        |
| Arthur Jones,                                            | Tenor o Barítono | Alan Hobson                                        |
| Chorus: Midshipmen, Officers, Sailors, Drummers, Marines |                  |                                                    |

## Argumento
Lugar: En la cubierta del navío de guerra HMS Indomable, un "setenta y cuatro"
Tiempo: Las guerras revolucionarias francesas en 1797

### Prólogo
El capitán Edward Fairfax Vere, un viejo, reflexiona sobre su vida y su tiempo en la armada. Recuerda el conflicto entre el bien y el mal, y se siente atormentado por la culpa sobre el caso de Billy Budd a bordo de su barco, el HMS Indomable, unos años antes.

### Acto I
La tripulación del Indomable trabaja en cubierta. Se acerca un cúter, que regresa de un navío mercante de donde ha cogido a tres marineros para la armada inglesa. Uno de ellos, Billy Budd, parece encantado con su situación, pero los otros dos no están nada felices. Claggart, el maestro de armas, le llama "un hallazgo entre un millar," a pesar del ligero defecto de tartamudeo. Billy da un sentido adiós a los Rights o' Man "Derechos del Hombre", su anterior barco, ignorando lo que sus palabras implican. Claggart le dice a Squeak, el cabo del barco, que vigile a Billy y se lo haga pasar mal.
Billy queda sorprendido ante la crueldad del castigo en la marina, ser azotado, pero está seguro de que si sigue las reglas, él no estará en peligro. Dansker, un antiguo marinero, apoda a Billy "Baby Budd" por su inocencia.
En este punto la versión de cuatro actos tiene el clímax del Acto I, en el que el capitán Vere aparece en cubierta para lanzar un discurso a los hombres. En la versión de dos actos, Dansker simplemente le dice a los otros el apodo de Vere, "Starry Vere," y esto basta para que el impulsivo Billy jure su lealtad al capitán que todavía no ha llegado a ver.
En su camarote, el capitán Vere disfruta de la literatura clásica. Entran sus oficiales, y discuten la revolución en Francia y los motines en la Armada británica encendidos por las ideas francesas de democracia. Los oficiales advierten que Billy puede causar problemas, pero Vere desdeña sus miedos y expresa su amor por los hombres bajo su mando.
En las cubiertas inferiores, los marineros arman camorra, pero el viejo Dansker permanece sombrío. Billy va en busca de algo de tabaco para alegrarle, y descubre a Squeak revolviendo entre sus cosas. Enfadado, Billy empieza a tartamudear. Golpea a Squeak al tiempo que entran Claggart y los cabos. Billy aún es incapaz de hablar, pero Claggart se pone de su lado y envía a Squeak al calabozo. Sin embargo, cuando se quedan a solas, Claggart revela su odio por Billy y jura destruirlo. Ordena al principiante que intente sobornar a Billy para que se una a un motín, y el pusilánime principiante está rápidamente de acuerdo. Billy rechaza el soborno y cree que será recompensado, pero Dansker le advierte de que tenga cuidado de Claggart.

### Acto II
Claggart empieza a hablar a Vere sobre el peligro que Billy representa, pero se ve interrumpido por el avistamiento de un barco francés. El Indomable ataca, pero pierde al enemigo en la niebla. Claggart vuelve, y le dice a Vere que Billy supone una amenaza de amotinamiento. Vere no le cree y envía a buscar a Billy de manera que pueda enfrentarse a Claggart.
Más tarde, en el camarote de Vere, Claggart repite el cargo falso a la cara de Billy. De nuevo, este empieza a tartamudear en su enojo, incapaz de hablar, ataca a Claggart y lo mata. El capitán se ve obligado a reunir rápidamente un tribunal, y los oficiales consideran que Billy es culpable y lo condenan a muerte por ahorcamiento. Billy le ruega a Vere que lo salve, y los oficiales apelan a él en busca de guía, pero Vere queda en silencio y acepta su veredicto. Se va a su camarote mientras ahorcan a Billy, y la orquesta sugiere un tierno encuentro fuera de escena al tiempo que el capitán informa a Billy de la sentencia de muerte. Este es el fin del Acto III en la versión en cuatro actos.
Billy se prepara para la ejecución en su celda. Dansker le trae una bebida y revela que la tripulación desea amotinarse por él, pero Billy acepta su destino. A las cuatro en punto de esa mañana, la tripulación se reúne en cubierta y traen a Billy. Antes de la ejecución, él bendice al capitán Vere con sus palabras finales, cantando "Starry Vere, God Bless you!" de lo que se hace eco el resto de la tripulación.

### Epílogo
Vere, ya viejo, recuerda el entierro de Billy en el mar, y cree que aquel hombre al que fue incapaz de salvar lo bendijo y lo salvó. Al recordar la bendición de Billy, se da cuenta de que descubrió la verdadera bondad y que puede quedar en paz con él mismo.

## Discografía
| Año  | Elenco: Billy Budd, Vere, Claggart                         | Director, Teatro de ópera y orquesta                                                | Discográfica |
| ---- | ---------------------------------------------------------- | ----------------------------------------------------------------------------------- | --- |
| 1951 | Theodor Uppman, Peter Pears, Frederick (Friedrich) Dalberg | Benjamin Britten, Coro y Orquesta de Covent Garden                                  | CD - VAI VAIA 1034-3 |
| 1952 | Theodor Uppman, Andrew McKinley, Leon Lishner              | Peter Herman Adler, Orquesta Sinfónica del Aire                                     | DVD (Vídeo) - House of Opera DVD 10056                                                                                  |
| 1966 | Peter Glossop, Peter Pears, Michael Langdon                | Charles Mackerras, Orquesta Sinfónica de Londres, Coro Ambrosiano                   | DVD (Vídeo) - Decca «The Britten-Pears Collection» 074 3256 (2008)ª                                                     |
| 1967 | Peter Glossop, Peter Pears, Michael Langdon                | Benjamin Britten, Orquesta Sinfónica de Londres, Coro Ambrosiano                    | Black Disc; - Decca MET 379-381; Decca SET 379-381; London OSA 1390; CD: Decca 417 428-2; Decca 475 6020                |
| 1978 | Dale Duesing, Richard Lewis, Forbes Robinson               | David Atherton, Orquesta y coro de la Ópera de San Francisco, Coro Ambrosiano       | CD: John Wegner San Francisco Opera - The Adler Years - 3 SFO-03; (A Mike Richter CD-ROM); Live Opera Heaven Ltd. C 668 |
| 1988 | Thomas Allen, Philip Langridge, Richard Van Allan          | David Atherton, Coro y Orquesta de la Ópera Nacional Inglesa                        | Laser Disc: Pioneer PC-96-144 (NTSC); DVD (Vídeo) - ArtHaus Musik 100 278                                               |
| 1994 | Rodney Gilfry, Robert Tear, Willard White                  | Roderick Brydon, Orquesta de la Suisse Romande, coro del Gran Teatro de Ginebra     | DVD (Vídeo) - Premiere Opera Ltd. DVD 5174; Encore DVD 2304                                                             |
| 1997 | Rodney Gilfry, Peter Kazaras, Kenneth Cox                  | Graeme Jenkins, Orquesta y coro de la Ópera de Dallas                               | Compact Cassette - House of Opera TA 433 CD: House of Opera CD 433                                                      |
| 1997 | Thomas Hampson, Anthony Rolfe-Johnson, Eric Halfvarson     | Kent Nagano, Orquesta y coro de Halle, Northern Voices, coro de niños de Mánchester | CD: ERATO 3984 21631-2                                                                                                  |
| 1998 | Christopher Maltman, Nigel Robson, Phillip Ens             | Andrew Litton, Orquesta y coro de la Ópera Nacional Galesa                          | Compact Cassette: Legato Classics Incorporated ALD 4649; House of Opera ALD 4649 CD: House of Opera CDALD 4649          |
| 1999 | Simon Keenlyside, Philip Langridge, John Tomlinson         | Richard Hickox, Coro y Orquesta Sinfónica de Londres                                | CD: Chandos CHAN 9826                                                                                                   |
| 2000 | Mark Oswald, Keith Lewis, Monte Pederson                   | Isaac Karabtchevsky, Coro y Orquesta del Teatro la Fenice de Venecia                | CD: Mondo Musica MFOH 22252                                                                                             |
| 2001 | Russell Braun, Nigel Robson, Jeffrey Wells                 | Richard Bradshaw, Coro y Orquesta de la Compañía de Ópera Canadiense                | CD: House of Opera TA 792                                                                                               |
| 2001 | Bo Skovhus, Neil Shicoff, Eric Halfvarson                  | Donald Runnicles, Orquesta y coro de la Ópera Estatal de Viena                      | CD: Orfeo C 602 033 |
| 2005 | Nathan Gunn, John Daszak, John Tomlinson                   | Kent Nagano, Orquesta y coro de la Ópera Estatal de Baviera                         | CD: Premiere Opera Ltd. CDNO 2072-2                                                                                     |
| 2007 | Nathan Gunn, Ian Bostridge, Gidon Saks                     | Daniel Harding, Coro y Orquesta Sinfónica de Londres                                | CD: Virgin 5190392 |